# Chiesa di San Bartolomeo (Tre Ville)
La chiesa di San Bartolomeo è la parrocchiale a Larzana, località nella frazione di Montagne del comune di Tre Ville in Trentino. Fa parte della zona pastorale delle Giudicarie dell'arcidiocesi di Trento e risale al XV secolo.

## Storia

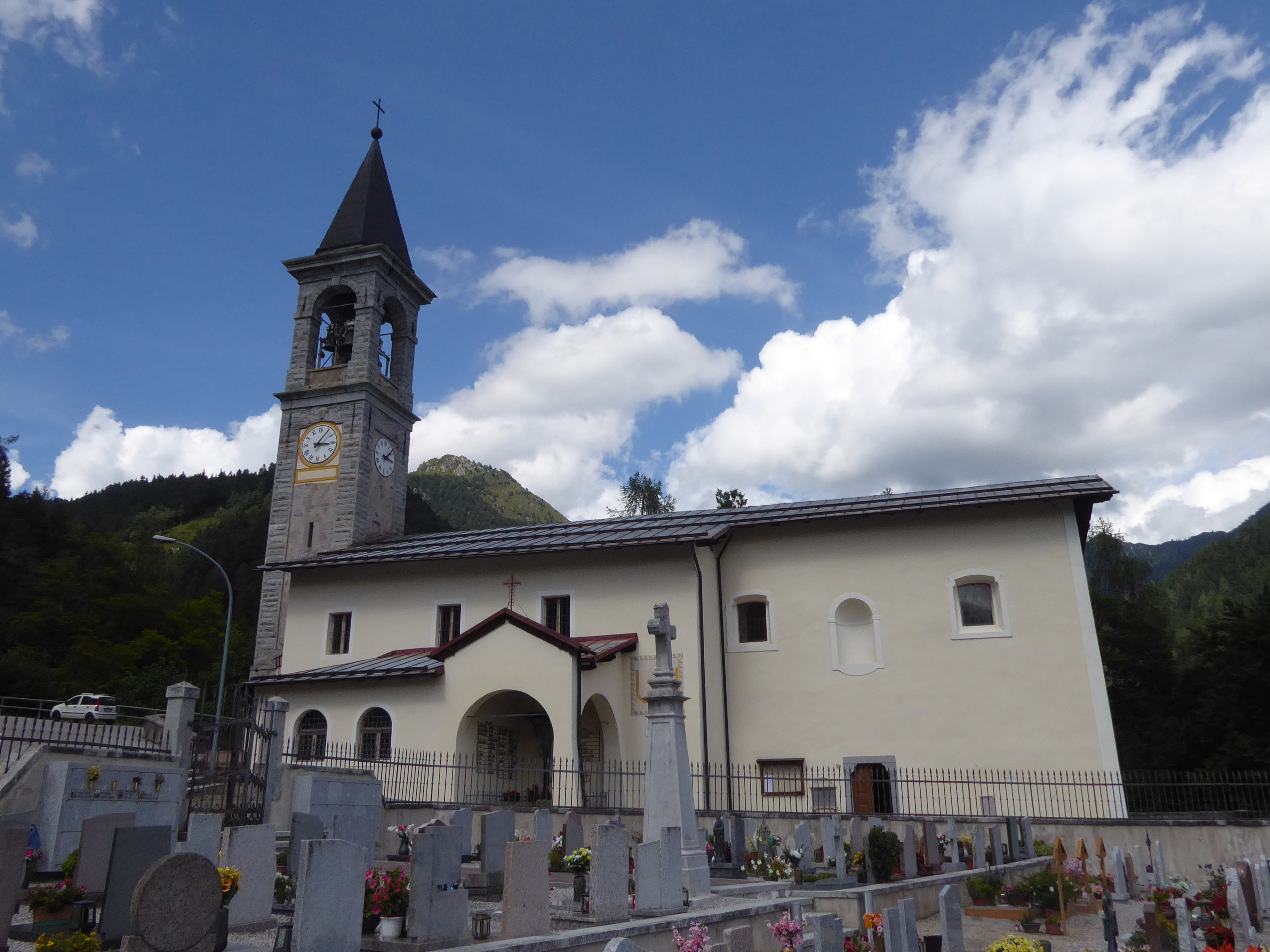
Facciata laterale sinistra della chiesa con torre campanaria e cimitero della comunità

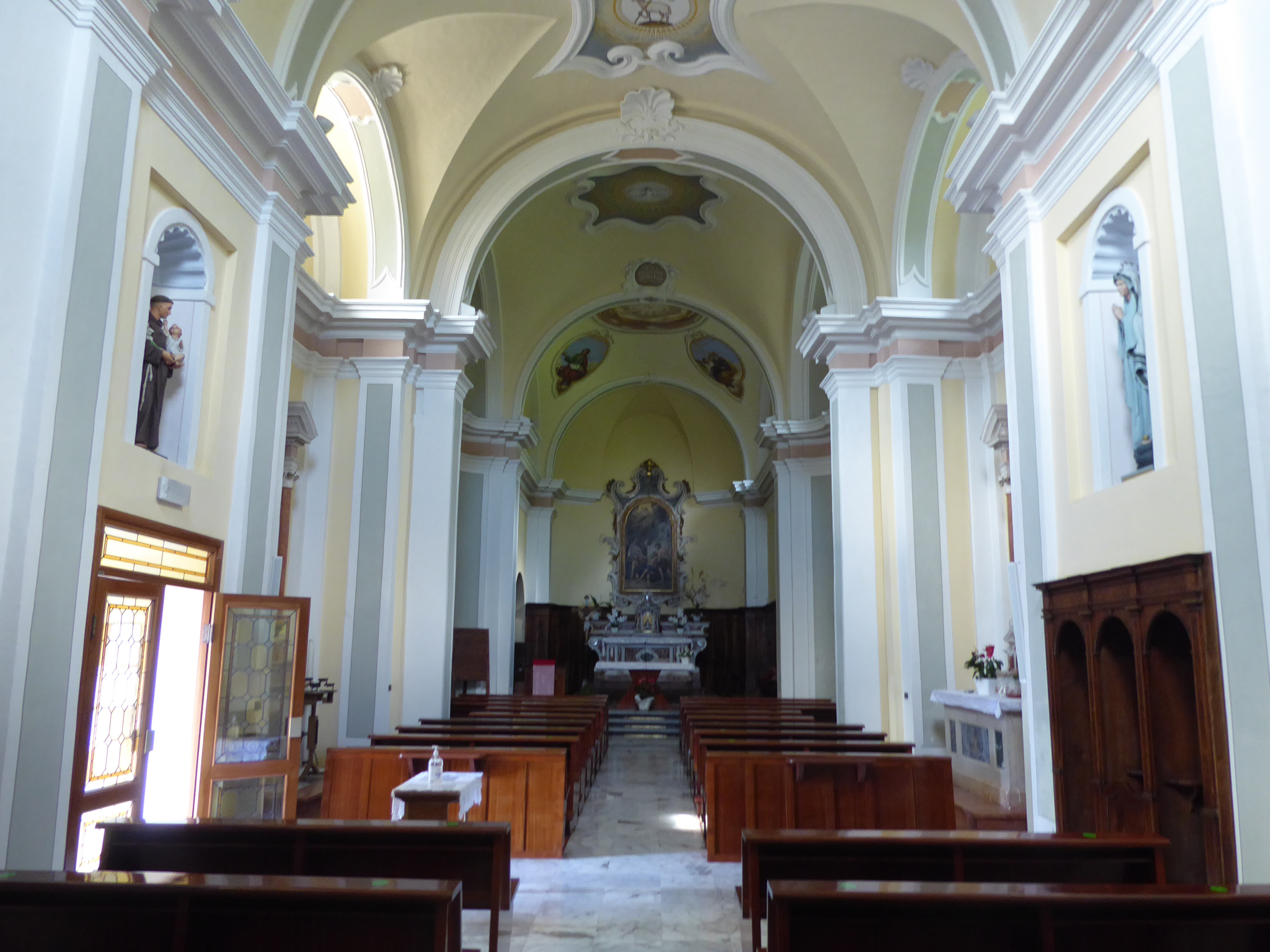
Interno

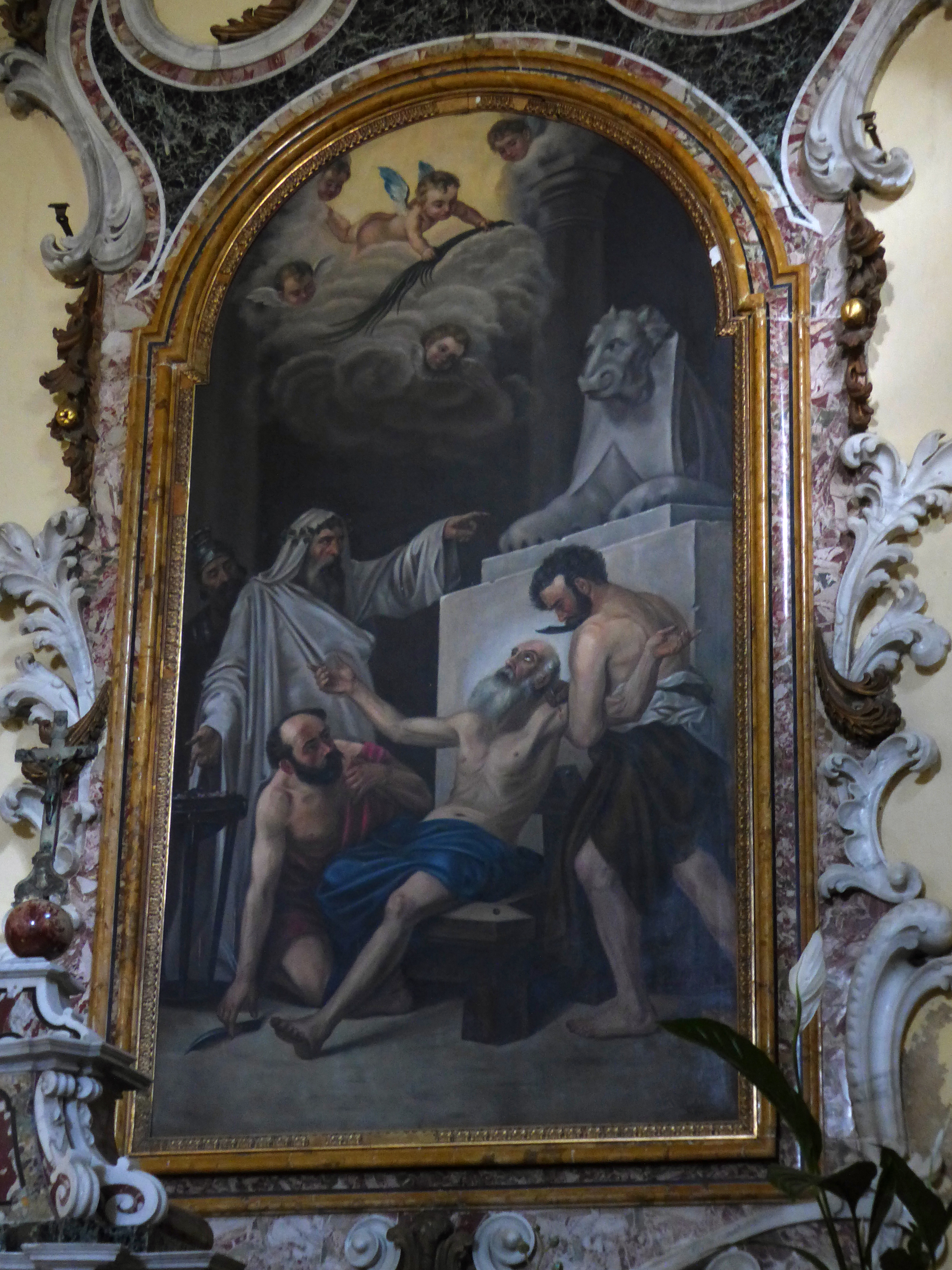
Pala d'altare raffigurante San Bartolomeo Apostolo e Martire

La prima chiesa a Larzana risale al XV secolo e la sua consacrazione venne celebrata il 3 novembre 1445. Oltre due secoli più tardi venne elevata a dignità curaziale come sussidiaria della pieve di Tione di Trento, la chiesa di Santa Maria Assunta e San Giovanni Battista. A partire dalla metà del XVIII secolo si pensò ad una sua riedificazione e il progetto venne affidato a Pietro Bianchi da Brienno e i lavori vennero conclusi attorno al 1810. La nuova consacrazione venne celebrata nel 1842.

## Descrizione

### Esterni
La chiesa si trova nella parte settentrionale dell'abitato di Larzana in posizione elevata e panoramica e mostra orientamento verso nord-ovest. La facciata a capanna con due spioventi ha il portale architravato sormontato, in asse, dalla grande finestra che porta luce alla sala e da una seconda finestrella nella parte più alta con cornice quadrilobata. La torre campanaria si trova in posizione arretrata accanto alla strada e la sua cella si apre con quattro grandi finestre a monofora. Di fianco, a valle sulla sinistra, si trova il cimitero della comunità.

### Interni
La navata interna è unica e ampliata da quattro cappelle laterali non molto profonde e da un piccolo coro utilizzato come spazio per il fonte battesimale dopo il lavoro di adeguamento liturgico ultimato nel 2012. Al centro del presbiterio, leggermente rialzato, era già stata posta la mensa rivolta al popolo mentre la custodia eucaristica è stata mantenuta nel suo tabernacolo originale nell'altare maggiore storico. La pala dell'altare maggiore nella cornice marmorea barocca e raffigurante San Bartolomeo Apostolo e Martire è stata dipinta all'inizio del XX secolo da Diodato Massimo.